# NCIS: New Orleans
Az NCIS: New Orleans egy amerikai tévésorozat, amely a katonai és rendőrségi nyomozás elemeit ötvözi, amit a CBS csatorna sugároz kedd esténként 21 órakor. A premier 2014. szeptember 23-án volt, a 2014/15-ös sorozatszezon részeként. A sorozat az NCIS spin-off-ja.
A sorozat első részét Gary Glasberg írta, vezető producerek Glasberg, Mark Harmon, Jeffrey Lieber és James Hayman. A sorozat részeit New Orleans-ben forgatták.
2014. október 27-én a CBS berendelte a teljes első évadot.
Az első évados megrendelést 2015. január 12-én a másodikra évadra is meghosszabbította a CBS.
Magyarországon először a Viasat 3 tűzte műsorára 2015. augusztus 24-én, majd a második évadtól átkerült az AXN műsorára.

## Alaptörténet
Dwayne Pride ügynök által vezetett New Orleans-i NCIS alakulat bűnügyi esetekben nyomoz a Mississippi folyó és Texas Panhandle között. Chris Lasalle és partnere Merri Brody különleges ügynökök segítenek Pridenak, hogy megőrizzék az egykor hurrikán sújtotta város, Crescent City biztonságát.

## Szereplők

### Főszereplők
- Dwayne Cassius "King" Pride (alakítója Scott Bakula) New Orleans-i születésű egykori rendőrtiszt, jelenleg az NCIS különleges ügynöke és a helyi iroda vezetője. Régi jó barátja Leroy Jethro Gibbs, az NCIS egyik főszereplője. Felesége Linda, akivel jelenleg külön élnek, korábban New Orleans Lower Garden District részén laktak. Lányuk Laurel a Louisiana Állami Egyetem zene szakos hallgatója. Pride "sötét múltja", hogy apja, Cassius börtönben van.[12][13] Magyar hangja: Bede-Fazekas Szabolcs, 6.évad-tól Epres Attila
- Christopher LaSalle (alakítója Lucas Black) NCIS speciális ügynök. Alabamában született, ahol rövid ideig helyettes seriffként dolgozott az erkölcsrendészetnél. LaSalla az Alabama Egyetem elvégzése után Magna Cum Laude fokozatot vehetett át. Jelenleg New Orleans Vieux Carré nevű francia negyedében él.[13] Magyar hangja: Varga Gábor
- Meredith "Merri" Brody (alakítója Zoe McLellan) NCIS különleges ügynök, akit nemrég helyeztek át. A kihallgatásokat vezeti, fekete öves aikidó harcművész, a Michigani Állami Egyetemen diplomázott.[14][15] Magyar hangja: Tóth Ildikó
- Dr. Loretta Wade (alakítója C. C. H. Pounder) NCIS által megbízott orvosszakértő Jeffersonban, szakterülete a boncolás és a kriminalisztika. Orvosi diplomáját a Harvard Egyetemen szerezte meg.[15][16] Magyar hangja: Martin Márta
- Sebastian Lund (alakítója Rob Kerkovich) törvényszéki tudós és asszisztens Dr. Wade laborjában.[17][18] Magyar hangja: Karácsonyi Zoltán
- Tammy Gregorio (alakítója Vanessa Ferlito) NCIS speciális ügynök korábban az FBI ügynöke volt. Varga Gabriella
- Quentin Carter (alakítója Charles Michael Davis) NCIS speciális ügynök. Magyar hangja: Szabó Máté
- Hannah Khoury (alakítója Necar Zadegan) NCIS speciális ügynök. Magyar hangja: Balázsovits Edit

### Mellékszereplők
- Linda Pride (alakítója Paige Turco) Pride férje, akivel külön élnek, van egy közös lányuk, Laurel. Magyar hangja: Hegyi Barbara
- Laurel Pride (alakítója Shanley Caswell) Dwayne és Linda lánya, jelenleg a Louisiana Állami Egyetem zene szakos hallgatója. Magyar hangja: Csifó Dorina
- Patton Plame (alakítója Daryl Mitchell) számítógépes szakember, a New Orleans-i iroda munkáját segíti. Magyar hangja 1-5, 7. évad: Mészáros Máté, 6.évad: Vajda Milán
- Douglas Hamilton (alakítója Steven Weber) a New Orleans-i városi tanács tagja, Dwayne és ö nem különösebben kedvelik egymást. Apja Tom Hamilton (alakítója a Quantum Leap – Az időutazó főszereplője, Dean Stockwell), nyugalmazott NOPD (New Orleans Police Department - New Orleans-i rendőrség) tiszt, aki a fiát egy "erőszakos, részeg, rasszista rohadék"-nak jellemezte. Magyar hangja: Hirtling István

### Vendégszereplők
- Dr. Donald "Ducky" Mallard (alakítója David McCallum) NCIS orvosszakértő Washingtonban, Dr. Wade ismerőse (1. rész).
- Abigail Sciuto (alakítója Pauley Perrette) NCIS törvényszéki szakértő Washingtonban, Pride barátja (2. rész).
- Anthony DiNozzo (alakítója Michael Weatherly) szenior különleges ügynök, aki korábbi tapasztalatait felhasználva New Orleansba utazik segíteni a nyomozást egy pestisjárványgyanús ügyben (2. rész).

## Epizódok
| Évad | Évad | Részek száma | Részek száma | Eredeti sugárzás     | Eredeti sugárzás  | Eredeti adó | Magyar sugárzás      | Magyar sugárzás    | Magyar adó |
| Évad | Évad | Részek száma | Részek száma | Évadbemutató         | Évadzáró          | Eredeti adó | Évadbemutató         | Évadzáró           | Magyar adó |
| ---- | ---- | ------------ | ------------ | -------------------- | ----------------- | ----------- | -------------------- | ------------------ | ---------- |
|      | 1.   | 23           | 23           | 2014. szeptember 23. | 2015. május 12.   | CBS         | 2015. szeptember 3.  | 2015. december 10. | Viasat 3   |
|      | 2.   | 24           | 24           | 2015. szeptember 15. | 2016. május 17.   | CBS         | 2016. szeptember 1.  | 2017. január 12.   | AXN        |
|      | 3.   | 24           | 24           | 2016. szeptember 20. | 2017. május 16.   | CBS         | 2017. szeptember 7.  | 2017. november 2.  | AXN        |
|      | 4.   | 24           | 24           | 2017. szeptember 26. | 2018. május 15.   | CBS         | 2018. szeptember 17. | 2018. október 16.  | AXN        |
|      | 5.   | 24           | 24           | 2018. szeptember 25. | 2019. május 14.   | CBS         | 2019. január 24.     | 2019. június 27.   | AXN        |
|      | 6.   | 20           | 20           | 2019. szeptember 24. | 2020. április 19. | CBS         | 2020. április 6.     | 2021. február 4.   | AXN        |
|      | 7.   | 16           | 16           | 2020. november 8.    | 2021. május 23.   | CBS         | 2021. szeptember 9.  | 2021. november 25. | AXN        |